# Jaga Jazzist
Jaga Jazzist is een experimentele jazz-band uit Noorwegen die bekendheid verwierf nadat de BBC hun tweede album, A Livingroom Hush (Smalltown Supersound/Ninja Tune), tot het beste jazz-album van 2002 uitriep.

## Discografie
Albums
- 1996: Jævla Jazzist Grete Stitz (Thug Records)
- 2002: A Livingroom Hush (Smalltown Supersound)
- 2003: The Stix (WEA International Inc.)
- 2005: What We Must (Ninja Tune)
- 2010: One-Armed Bandit (Ninja Tune)
- 2013: Live with Britten Sinfonia (Ninja Tune)
- 2015: Starfire (Ninja Tune)
- 2020: Pyramid (Brainfeeder)

Ep's
- 1998: Magazine (dBut)
- 2001: Airborne/Going Down (WEA International Inc.)
- 2002: Days (Smalltown Supersound)
- 2003: Animal Chin (Gold Standard Laboratories)
- 2004: Day (Ninja Tune)
- 2010: Bananfluer Overalt (Ninja Tune)

Dvd's
- 2009: Live at Cosmopolite (Smalltown Supersound)

Samenwerkingen
- 2003: In the Fishtank 10 (Konkurrent) - Jaga Jazzist Horns (L. Horntveth, Eick and Munkeby) met Motorpsycho

Bijdragen
- 2003: Sivil Ulyd 2: Sivilarbeiderplata (Passive Fist Productions), compilatie diverse artiesten